# Lijst van rijksmonumenten in Abbekerk
De plaats Abbekerk telt 14 inschrijvingen in het rijksmonumentenregister. Hieronder een overzicht.
| Object                                               | Oorspronkelijke functie? | Bouwjaar              | Architect | Locatie                           | Coördinaten?                 | Nr.?   | Afbeelding                                           |
| ---------------------------------------------------- | ------------------------ | --------------------- | --------- | --------------------------------- | ---------------------------- | ------ | ---------------------------------------------------- |
| Stolphoeve                                           | Boerderij                | eerste helft 19e eeuw |           | Dorpsstraat 37                    | 52° 44' 11" NB, 5° 1' 12" OL | 30653  | Meer afbeeldingen                                    |
| Stolphoeve                                           | Boerderij                | ca. 1800              |           | Dorpsstraat 69                    | 52° 44' 3" NB, 5° 1' 12" OL  | 30654  | Meer afbeeldingen                                    |
| Hervormde kerk                                       | Kerk en kerkonderdeel    | 16/17/18e eeuw        |           | Dorpsstraat 42                    | 52° 43' 57" NB, 5° 1' 11" OL | 30655  | Meer afbeeldingen                                    |
| Toren der Hervormde Kerk                             | Kerk en kerkonderdeel    | 1656                  |           | Dorpsstraat bij 42                | 52° 43' 57" NB, 5° 1' 11" OL | 30656  | Meer afbeeldingen                                    |
| Voormalig raadhuis (rechthuis van de stede Abbekerk) | Gerechtsgebouw           |                       |           | Dorpsstraat 48                    | 52° 43' 56" NB, 5° 1' 11" OL | 30657  | Voormalig raadhuis (rechthuis van de stede Abbekerk) |
| Stolphoeve                                           | Boerderij                |                       |           | Dorpsstraat 2                     | 52° 44' 28" NB, 5° 1' 5" OL  | 30661  | Meer afbeeldingen                                    |
| Stolphoeve                                           | Boerderij                | 18e/19e eeuw          |           | Zuideinde 51                      | 52° 43' 35" NB, 5° 1' 18" OL | 30658  | Meer afbeeldingen                                    |
| Voormalige dokterswoning                             | Dienstwoning             | 1875                  |           | Dorpsstraat 62                    | 52° 43' 48" NB, 5° 1' 11" OL | 510867 | Voormalige dokterswoning                             |
| Koetshuis                                            | Opslag                   | 1875                  |           | Dorpsstraat bij 62                | 52° 43' 48" NB, 5° 1' 11" OL | 510868 | Upload foto                                          |
| IJzeren toegangshek                                  | Erfscheiding             | 1875                  |           | Dorpsstraat bij 62                | 52° 43' 48" NB, 5° 1' 11" OL | 510869 | Upload foto                                          |
| Woonhuis bij boerderijcomplex                        | Woonhuis                 | 1875                  |           | Zuideinde 6                       | 52° 43' 43" NB, 5° 1' 13" OL | 510871 | Woonhuis bij boerderijcomplex                        |
| Stolpschuur                                          | Boerderij                | ca. 1840              |           | Zuideinde bij 6                   | 52° 43' 43" NB, 5° 1' 13" OL | 510872 | Upload foto                                          |
| Paardenstal                                          | Boerderij                | 1840                  |           | Zuideinde bij 6                   | 52° 43' 43" NB, 5° 1' 13" OL | 510873 | Meer afbeeldingen                                    |
| Consistoriekamer bij de Nederlands Hervormde kerk    | Kerk en kerkonderdeel    | 1860                  |           | Dorpsstraat 40                    | 52° 43' 57" NB, 5° 1' 10" OL | 510896 | Upload foto                                          |
| Stolpboerderij                                       | Boerderij                | 1700-1799             |           | Dorpsstraat 89 (hoek Esdoornlaan) | 52° 43' 57" NB, 5° 1' 13" OL | 510897 | Upload foto                                          |